# Резник, Александр Ефимович
Алекса́ндр Ефи́мович Ре́зник (22 июня 1916, Одесса — 27 октября 1979, Казань) — советский врач-инфекционист, доктор медицинских наук (1963), профессор (1964). Заслуженный врач Татарской АССР (1964), главный инфекционист Татарской АССР (1972–1974).

## Биография
Родился 22 июня (9 июня) 1916 года в городе Одесса, Российская империя, в семье врача Ефима Моисеевича Резника (1892—1980) и Цецилии Евсеевны Лукишкер (1895—1956).
В 1939 году окончил Одесский государственный медицинский институт, после которого работал в Курортном управлении Украинской ССР.
С началом Великой Отечественной войны Резник эвакуировался в Казань, где начал работать в инфекционной больнице № 2. С 1942 по 1956 год работал главным врачом этой больницы. Под его руководством в больнице сложился творческий работоспособный медицинский коллектив, где работали опытные врачи. Лечебное учреждение славилось хорошим обслуживанием и пользовалась большим авторитетом у жителей Казани..
Одновременно с работой в больнице преподавал в Казанском государственном медицинском институте, где в 1958 году стал заведующим кафедрой инфекционных болезней. Возглавлял эту кафедру до самой своей смерти.
В 1947 году защитил кандидатскую диссертацию по лечению больных дизентерией, в 1963 году защитил докторскую. Через год был избран профессором.
С 1972 по 1974 год работал главным инфекционист Татарской АССР.
Сферой его научных интересов было изучение патогенеза и лечения ряда инфекционных заболеваний: грипп, вирусные гепатиты, менингококковая инфекция. Подготовил большаую группу научных работников, среди которых девять кандидатов и один доктор медицинских наук. Написал более 60 работ по изучению патогенеза и патогенетической терапии инфекционных болезней.
В 1958 году избран председателем Общества инфекционистов Татарской АССР, занимал этот пост до 1979 года. Награждён медалями «За трудовое отличие», «За доблестный труд в Великой Отечественной войне 1941—1945 гг.» и знаком «Отличник здравоохранения». В 1964 году Александр Резник был удостоен почётного звания «Заслуженный врач Татарской АССР».
Умер 27 октября 1979 года в Казани.

## Награды и звания
- Медаль «За трудовое отличие»
- Медаль «За доблестный труд в Великой Отечественной войне 1941—1945 гг.»[3]
- Заслуженный врач Татарской АССР (1964)
- Знак «Отличник здравоохранения»